# Acronimia
En la subdisciplina de la gramática denominada morfología, se denomina acronimia al proceso de formación de palabras a través del empleo de sílabas de las palabras que forman el término en cuestión. Las palabras que forman dicho término constituyen sintagmas nominales con múltiples núcleos y tienen el género y el número del núcleo de los mismos. Tienden a pronunciarse e insertarse en la lengua como una palabra: UNED, e incluso en la lengua española sobre todo pueden formar bastantes palabras por derivación como ugetista o pepero. También se les puede atribuir alguna cualidad: prestigiosa UNED. También son acrónimos los vocablos formados por el principio de una palabra y el final de la otra. Por ejemplo: cibernauta (cibernética + astronauta), motel (motorist + hotel) o autobús (automóvil + ómnibus).